# Humberto Silva Ochoa
Jorge Humberto Silva Ochoa fue un político y maestro mexicano. Nació en Colima, Colima el 8 de diciembre de 1937 y falleció el 21 de mayo de 2014. Fue rector de la Universidad de Colima del 3 de octubre de 1979 al 31 de enero de 1989 y es reconocido por la sociedad colimense principalmente por ser el artífice de la profunda transformación de la Universidad de Colima, institución de la que fue alumno, dirigente estudiantil, catedrático, líder sindical, funcionario y durante toda la década de los 80's rector, este reconocimiento se le ha dado no solo por haber sido sujeto clave sino por haber sido el gestor de los principales procesos históricos que cambiaron el rumbo de la Universidad como la obtención de la Autonomía Universitaria (1962), la Paridad en el Consejo Universitario (1972) y del Proyecto "Nueva Universidad" así como también creador y fundador del "Grupo Universidad" , fue diputado federal por la LII Legislatura en el periodo de 1982 a 1985. Durante su gestión, se descentralizó la vida académica, fundando planteles en los 3 niveles, otorgando becas a los estudiantes para aprovechar los convenios de intercambio académico que en el nivel nacional e internacional se firmaron, fomentando la creación y difusión cultural, otorgando apoyos al desarrollo social y sobre todo, coordinando la participación de los universitarios. Aumentó el número de escuelas superiores, de 5 que había en 1979 a 21 con 54 carreras profesionales, creó numerosos bachilleratos a lo largo del estado de colima llevando así la educación media y superior a las comunidades más alejadas, siendo esta la obra educativa realizada más grande en la historia del Estado de Colima.
En su juventud incursionó en la política estudiantil como Presidente de la Sociedad de Alumnos de la Escuela Secundaria 2 en 1954 desde donde fundó la Federación de Estudiantes Colimenses (FEC) el 4 de enero de 1955, después cursa el Bachillerato Técnico Número 1 en donde fue Presidente de la Sociedad de Alumnos ganando las elecciones con suma facilidad para el periodo 1957-1958 consolidándose como un líder estudiantil en ese entonces ejerciendo una política estudiantil amplia, firme y de avanzada, más tarde ingresa a la Escuela Normal del Estado donde es elegido Presidente de la Sociedad de Alumnos, y posteriormente electo Presidente de la Federación de Estudiantes Colimenses para el periodo 1962 a 1964 de la cual había sido el su fundador en 1955, líder y guía moral por más de 30 años, como Presidente de la Federación de Estudiantes Colimenses encabezó la lucha por la Autonomía Universitaria en 1962 siendo esta otorgada por el gobernador Francisco Velasco Curiel, para 1963 se inscribiría a la Escuela de Derecho en la Universidad de Colima en la también llegó a ser Presidente de la Sociedad de Alumnos en la generación 1963 a 1968, un año más tarde fue elegido vicepresidente de la Confederación de Jóvenes Mexicanos para el periodo (1964 - 1966) y a invitación del Presidente de la República el Lic. Gustavo Díaz Ordaz, Humberto Silva Ochoa es delegado al Congreso Mundial de la Juventud en Berlín(1964), para 1966 Humberto Silva es designado delegado del Comité Directivo Estatal del PRI en Cuauhtémoc donde fundó la Liga Municipal del Sector Popular del PRI Y fungió como Delegado de la Federación de Organizaciones Populares, en ese mismo año, asume la Secretaría General del Ayuntamiento del Municipio de Cuauhtémoc para el trienio 1968-1970.
Para el año de 1972 encabeza el Movimiento Estudiantil para lograr la Paridad del Consejo Universitario y la destitución de J. Reyes Llerenas Ochoa como Rector de la Universidad de Colima, este movimiento culminó con la designación de Alberto Herrera Carrillo como Rector Interino, en 1973 Humberto Silva Ochoa es nombrado jefe del Departamento de Servicios Sociales de la Universidad de Colima a la vez que es promovido para ser Director de Escuela Secundaria Técnica Número 1 en la Ciudad de Colima.
En diciembre de 1973 junto con Alberto Herrera Carrillo y dirigentes de la FEC, Humberto Silva Ochoa expone al Gobernador Noriega Pizano la necesidad de un nuevo periódico que sirviera como canal de expresión de los jóvenes, por consenso de ambas partes Humberto Silva invita a Leonardo Ramírez Pomar a dirigir el periódico "el Comentario" en junio de 1974.
En octubre de 1976 una manifestación encabezada por Humberto Silva y Alberto Herrera Carrillo denuncian en un mitin ante Palacio de Gobierno la represión Gubernamental de la que los Universitarios eran objeto, más tarde Humberto Silva es designado Secretario General de la Universidad de Colima y después es elegido por el Consejo Universitario como rector interino a la muerte del Lic. Alberto Herrera Carrillo en octubre de 1979; para ese entonces el Lic. Humberto Silva Ochoa era el creador-fundador y líder del grupo político más poderoso del estado de Colima el llamado "Grupo Universidad" grupo que llegó a superar políticamente incluso al Gobierno del Estado y que obtuvo numerosas posiciones políticas en el Gobierno del Estado de Colima como diputaciones Locales y Federales, Presidencias Municipales, Sindicatos y Organizaciones Populares adheridas al Partido Revolucionario Institucional y la Universidad de Colima durante las décadas 1970, 1980 y 1990 y que para 1997 el Grupo Universidad obtendría la Gubernatura del Estado de Colima en las elecciones en 1997.
El 19 de noviembre de 1980 fundó el Sindicato Único de Trabajadores de la Universidad de Colima (SUTUC), firmando el primer contrato colectivo de trabajo el 19 de febrero de 1981. También creó la Federación de Egresados de la Universidad de Colima (FEUC), Fundador de la Federación de Estudiantes Colimenses (FEC); Durante su rectorado se desconcentraron las dependencias universitarias, creando las primeras delegaciones regionales y las coordinaciones y direcciones generales.
En 1989 al término de su periodo Rectoral Humberto Silva Ochoa estuvo viviendo cerca de seis años en la Ciudad de México en ese entonces había sido invitado por Luis Donaldo Colosio Murrieta para incorporarse a su proyecto político en la dirigencia nacional del PRI como su coordinador general de asesores, en esos años de trabajo y construcción de redes sociales le permitieron a Humberto Silva Ochoa cultivar una cercana amistad con Luis Donaldo Colosio Murrieta, más tarde participa en la creación y posteriormente coordinación del Programa del CEN del PRI "Congreso Nacional de Universitarios Mexicanos", también fue asesor y compartiría diversas responsabilidades con los Presidentes del Comité Ejecutivo Nacional del PRI Genaro Borrego Estrada y Fernando Ortiz Arana.
En noviembre de 1993 cuando Luis Donaldo Colosio es nombrado Candidato de PRI a la Presidencia de la República, Humberto Silva regresa al Estado de Colima a cumplir con su destino manifiesto, la alusión pública esperaba a Humberto Silva Ochoa y a Luis Donaldo Colosio Murrieta en Colima. En un hecho histórico la Universidad de Colima sería la primera Universidad Pública que visitaba el candidato Priista a la Presidencia de la República a invitación de Humberto Silva durante su campaña político-electoral.
En marzo de 1994 Humberto Silva se retira 6 años de la vida pública y política a raíz del asesinato de Luis Donaldo Colosio Murrieta en ese mismo año en un mitin político realizado en Lomas Taurinas Tijuana. Más tarde regresaría a la Administración Pública en el Gobierno del Estado en donde ha fungido como Secretario General de Gobierno (1999-2003) durante el periodo del gobernador Fernando Moreno Peña, después fue diputado local y electo por los diputados como Coordinador de la Fracción Priista y como Presidente del Congreso de Estado(2003-2004) en el 2004 asume la Secretaría de Desarrollo Social en el gobierno de Gustavo Vázquez Montes, y posteriormente desde 2005, Secretario de Planeación con el gobernador Silverio Cavazos. Durante este periodo fue el Principal Impulsor de la Universidad Tecnológica en Manzanillo (UTM), Colima.
| Predecesor: Alberto Herrera Carrillo    | Rector de la Universidad de Colima 1979 - 1989           | Sucesor: Fernando Moreno Peña |
| Predecesor: Agustín González Villalobos | Diputado federal por el I Distrito de Colima 1982 - 1985 | Sucesor: ?                    |

- Datos: Q5905020